# 이번 생은 처음이라
《이번 생은 처음이라》는 2017년 tvN에서 방영된 로맨틱 코미디 드라마이다. 2017년 10월 9일부터 2017년 11월 28일까지 16부작 월화 드라마로 방영되었고, 평균 시청률 3.3%, 최고 시청률 5.0%를 기록했다. 이민기와 정소민이 남녀 주인공을 연기하고 윤난중이 각본, 박준화와 남성우가 연출을 맡았다.

## 등장 인물

### 주요 인물
- 이민기 : 남세희(38세) 역 - 결말애(결혼말고연애앱) 수석 디자이너
- 정소민 : 윤지호(30세) 역 (아역 이채윤) - 드라마 보조작가
- 이솜 : 우수지(30세) 역 - 대기업 대리 -> 속옷 스타트업 대표
- 박병은 : 마상구(38세) 역 - 결말애 CEO
- 김가은 : 양호랑(30세) 역 - 레스토랑 매니저
- 김민석 : 심원석(28세) 역 - 결말애 CTO(최고기술경영자)

### 남세희의 주변 인물
- 김응수 : 남희봉(63세) 역 - 세희의 아버지, 전 고등학교 교장
- 문희경 : 조명자(56세) 역 - 세희의 어머니, 전업주부

### 윤지호의 주변 인물
- 김병옥 : 윤종수(60세) 역 - 지호의 아버지, 카센터 운영
- 김선영 : 김현자(58세) 역 - 지호의 어머니, 전업주부
- 노종현 : 윤지석(26세) 역 - 지호의 동생, 군필 복학생
- 전혜원 : 이은솔(22세) 역 - 지석의 여자친구, 휴학생

### 그 외
- 김민규 : 연복남(24세) 역 - 휴학생. YOLO 카페 알바생. 스웨덴 기술이민 준비중
- 윤보미 : 윤보미(20대) 역 - 결말애 데이터 분석가
- 황석정 : 황세희 작가 역
- 박기훈 : 직원 역
- 강문경
- 이창직
- 손동화 : 손동화 역
- 고우림
- 정치인
- 이채윤 : 어린 지호 역
- 감소현
- 이재이
- 이유진
- 김욱：계용석 역 - 조감독
- 이우제
- 류경현
- 김우주
- 김건 : 엘리베이터 남자아이 역
- 이채경
- 박용
- 김용빈
- 김준표
- 정한빛
- 윤태휘
- 류경현
- 김형기
- 박승태
- 최대성 : 사장 역. YOLO 카페
- 조용훈
- 명석근
- 조신근
- 김수은
- 류태호
- 민정섭
- 박윤식
- 김왕근
- 양조아
- 최나무
- 나수윤
- 이용규
- 감례인
- 정소미
- 주병하
- 강창완
- 강민정
- 방글아
- 이은채
- 서동갑
- 이동근
- 최효현
- 강동엽
- 염정구
- 이원국
- 한근섭
- 금동현
- 지인호
- 김화영
- 여운복
- 김세린
- 박정원
- 윤송아 : 베이킹선생님 역

### 특별출연
- 윤두준 : 오스카 역
- 윤소희 : 빙구의 사랑 여주인공 역
- 양기원
- 장원영 : 박감독 역
- 박성근
- 김예령：세희의 고모 역
- 손성윤 : 속옷 디자이너 역
- 멜로망스
- 이청아 : 고정민(38세) 역 - 세희의 전 여친. 드라마 제작사 대표
- 강성욱 : 신영효 역 - 결말애 재무담당 회계사

## 촬영지
- 아브뉴프랑
- 우아(Wooh Ahh) 여의도점
- 라도무스 트센터
- 붓처스컷
- 낙산공원
- 상주중학교
- 상주은모래비치해변
- 두모마을
- 이동면 해안가
- 서울과학기술대학교
- 성프란치스코 성당

## 시청률
최저 시청률과 최고 시청률은 시청률 조사회사와 지역별로 시청률에 차이가 있을 수 있습니다.
| 2017년 | 2017년    | 2017년                 | 2017년     | 2017년      |
| 회차   | 방송일    | 부제                   | AGB 시청률 | TNmS 시청률 |
| ------ | --------- | ---------------------- | ---------- | ----------- |
| 제1회  | 10월 9일  | 서른은 처음이라        | 2.023%     | 2.3%        |
| 제2회  | 10월 10일 | 키스는 제가 처음이라   | 2.647%     | 2.5%        |
| 제3회  | 10월 16일 | 프로포즈는 처음이라    | 2.292%     | 3.0%        |
| 제4회  | 10월 17일 | 결혼은 처음이라        | 3.841%     | 3.6%        |
| 제5회  | 10월 23일 | 약속은 처음이라        | 2.725%     | 2.9%        |
| 제6회  | 10월 24일 | '우리'는 처음이라      | 3.636%     | 4.5%        |
| 제7회  | 10월 30일 | 욜로는 처음이라        | 3.266%     | 3.1%        |
| 제8회  | 10월 31일 | 남편은 처음이라        | 3.779%     | 4.0%        |
| 제9회  | 11월 6일  | 소속감은 처음이라      | 3.652%     | 3.3%        |
| 제10회 | 11월 7일  | 시월드는 처음이라      | 4.197%     | 5.0%        |
| 제11회 | 11월 13일 | 오늘의 바다는 처음이라 | 3.528%     | 3.8%        |
| 제12회 | 11월 14일 | 욕망은 처음이라        | 3.940%     | 5.0%        |
| 제13회 | 11월 20일 | 당신의 밤은 처음이라   | 3.545%     | 4.1%        |
| 제14회 | 11월 21일 | 고백은 처음이라        | 4.236%     | 4.7%        |
| 제15회 | 11월 27일 | 인터미샨은 처음이라    | 3.786%     | 4.2%        |
| 제16회 | 11월 28일 | 이번 생은 처음이라     | 4.931%     | 5.0%        |

## OST
다음은 오리지널 사운드트랙(OST) 싱글 앨범에 포함된 곡들이며, 정렬기준은 출시 순입니다.

### 파트 1
| #  | 제목                | 작사   | 작곡   | 가수 | 재생 시간 |
| -- | ------------------- | ------ | ------ | ---- | --------- |
| 1. | 〈별 그림〉         | 문성남 | 문성남 | 유지 |           |
| 2. | 〈별 그림 (Inst.)〉 |        | 문성남 |      |           |

### 파트 2
| #  | 제목                 | 작사      | 작곡           | 가수 | 재생 시간 |
| -- | -------------------- | --------- | -------------- | ---- | --------- |
| 1. | 〈Everyday〉         | 12월 32일 | 태봉이, 이상욱 | 해빈 |           |
| 2. | 〈Everyday (Inst.)〉 |           | 태봉이, 이상욱 |      |           |

### 파트 3
| #  | 제목                         | 작사 | 작곡     | 가수     | 재생 시간 |
| -- | ---------------------------- | ---- | -------- | -------- | --------- |
| 1. | 〈사랑하고 싶게 돼〉         | 민석 | 멜로망스 | 멜로망스 |           |
| 2. | 〈사랑하고 싶게 돼 (Inst.)〉 |      | 멜로망스 |          |           |

### 파트 4
| #  | 제목             | 작사 | 작곡 | 가수 | 재생 시간 |
| -- | ---------------- | ---- | ---- | ---- | --------- |
| 1. | 〈결혼〉         | 문문 | 문문 | 문문 |           |
| 2. | 〈결혼 (Inst.)〉 |      | 문문 |      |           |

### 파트 5
| #  | 제목                  | 작사   | 작곡   | 가수   | 재생 시간 |
| -- | --------------------- | ------ | ------ | ------ | --------- |
| 1. | 〈This Life〉         | 문성남 | 문성남 | 문성남 |           |
| 2. | 〈This Life (Inst.)〉 |        | 문성남 |        |           |

### 파트 6
| #  | 제목                           | 작사   | 작곡   | 가수 | 재생 시간 |
| -- | ------------------------------ | ------ | ------ | ---- | --------- |
| 1. | 〈Shelter(Feat. 이요한(OFA))〉 | 문성남 | 문성남 | 희진 |           |
| 2. | 〈Shelter (Inst.)〉            |        | 문성남 |      |           |

### 파트 7
| #  | 제목                 | 작사   | 작곡   | 가수   | 재생 시간 |
| -- | -------------------- | ------ | ------ | ------ | --------- |
| 1. | 〈Tomorrow〉         | 문성남 | 문성남 | 류지현 |           |
| 2. | 〈Tomorrow (Inst.)〉 |        | 문성남 |        |           |

### 파트 8
| #  | 제목                     | 작사        | 작곡   | 가수   | 재생 시간 |
| -- | ------------------------ | ----------- | ------ | ------ | --------- |
| 1. | 〈갈 수가 없어〉         | 맥켈리, MYJ | 맥켈리 | 맥켈리 |           |
| 2. | 〈갈 수가 없어 (Inst.)〉 |             | 맥켈리 |        |           |

## 이모저모
- 이 드라마는 첫 방송 후 일본 드라마 《도망치는 건 부끄럽지만 도움이 된다》의 리메이크가 아닌 이상 표절이라는 논란이 일었던 바, 제작사는 이에 대해 표절도 아니며 리메이크도 아니라고 밝혔다.[3]
- 방송사 요청을 따라 본 회차는 VOD 다시보기 서비스가 중지되었으나, 클립 영상도 대체한다.